# Yun Zhu
Yun Zhu (xinès tradicional: 恽珠, xinès simplificat: 恽珠, pinyin: Yùn Zhū; Wujin, 1771 - Tai'an, 1883) Poeta i pintora xinesa, famosa per haver editat una monumental antologia de poesia femenina publicada l'any 1831.

## Biografia
Yun Zhu, pseudònim de Zhu Zhenpu (珠珍浦), va néixer l'any 1771, durant el regnat de l'emperador Daoguang de la dinastia Qing, a Wujin (武进), un districte de l'actual ciutat de Changzhou (常州) a la província de Jiangsu (Xina). La seva tia Yun Bing (恽冰) era una pintora de flors i ocells, com el seu avi Yun Shouping (恽寿平), un famós pintor de la dinastia Qing, especialista en pintar flors, ocells i insectes a l'estil mogu (沒骨), és a dir sense traços. Així, en la seva infantesa, Yun va aprendre poesia amb el seu avi matern i a pintar amb la seva tia. Va estar influenciada tant pel confucianisme com pel budisme i era seguidora dels filosofs com Lu Xiangshan i Wang Yangming.
El 1789 es va casar amb un aristòcrata manxú Wanyan Tinglu (完颜廷璐), descendent d'un clan que havia format part del seguici de Nurhaci, el fundador de la dinastia Qing. Però va morir el 1820 mentre era prefecte de Tai'an (泰安市), a Shandong, quan Zhu tenía 49 anys i tres fills i una filla.

## Antologia poètica
Zhu va escriure i va col·leccionar poemes. El seu fill favorit, Linqing, va descobrir que la seva mare havia col·leccionat més de 3.000 poemes de dones durant la seva infantesa i també com a adulta. Possiblement sense el consentiment de la mare, Linqing va classificar alguns poemes per publicar-los el 1814. Zhu estava molesta ja que considerava que només els poemes amb capacitat de ser destinats a la posteritat havien de ser publicats.
Yun Zhu és aclamada com un model de la fusió de les cultures Manxú i Han. El seu projecte més famós és l'antologia de poesia femenina "Guócháo guīxiù zhèngshǐ jí" (国朝闺秀正始集) o "Antologia de poemes de dones distingides de la dinastia actual". Aquest llibre consta de 20 volums i conté 933 poemes de dones de la dinastia Qing i més de 1.700 poemes. Les autores provenen d'arreu del país, inclosos les manxús, les d'ètnia han, les mongols, i algunes s'origen hani, o coreanes. Els poemes van ser seleccionats acuradament per complir els requisits morals de Yun Zhu, d'acord amb els estàndards de l'època. Yu afirmava al llibre, que els criteris per incloure autores es limiten a incorporar les "senyores", i que no s'inclouen les monges, les sacerdotesses taoistes, les prostitutes, o altres similars; però malgrat això a l'annex s'inclouen algunes obres de dones de prostíbul. També creu que els poemes de les dones han de ser honestos i amables, i no han de ser cridaners.
Després de la publicació del llibre l'any 1831, moltes dones van enviar els seus poemes amb l'esperança de ser inclosos a l'antologia.
L'any 13 de l'era de l'emperador Daoguang (1833), el 14è dia del calendari lunar, Yun Zhu va lliurar la col·lecció inacabada a la seva néta Wanyan Miao Lianbao, amb l'esperança de completar-la. Després de la mort de Yun, la neta va compilar deu volums de "The Sequel to the True Beginning of the Dynasty" en tres anys, i va afegir-ne un altre, que incloïa un total de 459 autores, 919 cançons i poemes.
Les dues obres de Yun Zhu s'han convertit en materials històrics importants perquè els estudiosos xinesos i estrangers puguin estudiar la vida de les dones durant la dinastia Qing.

#### Altres obres
A més d'aquesta enciclopèdia, Yun Zhu va deixar un cert nombre d'escrits personals: "Esborranys de poemes de la casa Hongxiang " (红香馆诗草), un recull de poemes publicat inicialment durant la seva vida pel seu fill Linqing, el 1814, i un llibre mèdic 鹤背青囊.
Yun Zhu també va continuar la tradició de pintar flors i ocells heretada de la seva tia Yun Bin i del seu avi.